# Geschiedenis van Kaapverdië

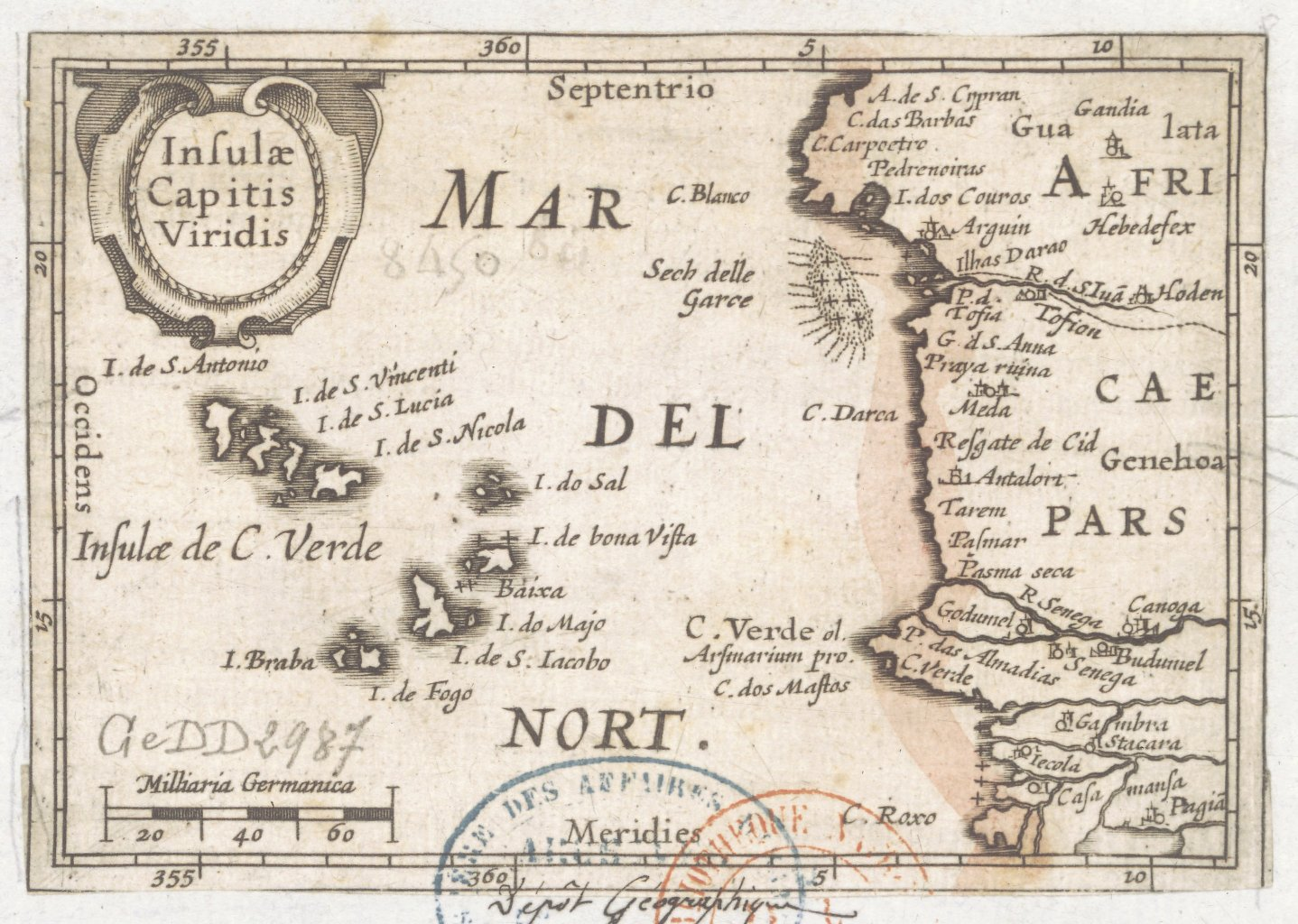
Kaart uit 1598 (coll. BnF)

Dit artikel beschrijft de geschiedenis van Kaapverdië.

## Oudheid
De eilandengroep was waarschijnlijk reeds in de klassieke oudheid bekend. De eerste geschreven verwijzingen naar Kaapverdië betreffen mogelijk die in het werk De choreographia van de Romein Pomponius Mela (overleden in het jaar 45 n.c.) en in het werk Historia naturalis door Plinius de Oudere (overleden in 79 n.c.). Zij repten over eilanden genaamd de Gorgades, als verwijzing naar het huis van de mythologische Gorgonen die gedood waren door Perseus. Plinius de Oudere citeert de Griek Xenophon van Lampsacus die stelt dat Gorgades twee dagen varen ligt van Hesperu Cera, de huidige Kaap Verde aan de Afrikaanse kust.

## Portugese ontdekkingsreizigers
Volgens de Portugese ontdekkingsreizigers die de eilanden onder leiding van Alvise da Cadamosto  in 1456 aandeden waren zij onbewoond. Mogelijk werden de eilanden eerder bezocht door vissers uit Guinee. In het decennium na Cadamosto deden Diogo Gomes en António de Noli aan in opdracht van  Hendrik de Zeevaarder. In 1462 werd op het eiland São Tiago een eerste nederzetting gesticht, Ribeira Grande genaamd (het huidige Cidade Velha).

## Nederlandse ontdekkingsreizigers
In de 17e eeuw waren de eilanden een knooppunt in de Atlantische oceaan door de wind en zeestromingen. Hier kwamen de Europese zeilschepen samen van en naar Oost en West. Door de Nederlanders werden de eilanden destijds de 'Soute Eylanden' of 'Zoute Eilanden' genoemd.
De eilanden werden aangedaan voor het halen van zout (op Sal of Maio), het inslaan van water of proviand of het uitwisselen van brieven. Voorafgaand aan de pogingen in 1624 en 1630 om Brazilië te veroveren verzamelden de schepen van de Nederlandse oorlogsvloot zich tussen Santo Antão en São Nicolau.
Op 17 februari 1623 verging het schip Naarden op de noordoostelijke kust van Boa Vista. Op Nederlandse kaarten uit de 17e eeuw bevindt zich aan de westzijde van São Vicente een baai met de naam: 'Hein Duivels Bay'. Dit is waarschijnlijk gebaseerd op zwaar weer tussen 2 en 5 maart 1624 waarbij Piet Pieterszoon Hein bang was van het land verdreven te worden met zijn schepen die daar voor anker lagen.

## Portugese kolonie
Toen in 1492 de Moren van het Iberisch schiereiland verdreven waren begon de Spaanse Inquisitie. Vooral de joden waren daarvan het slachtoffer. In opdracht van koning Johan II en Emanuel I werden duizenden van hen naar Sao Tomé, Príncipe en Kaapverdië getransporteerd. In diezelfde tijd begon Portugal met de slavenhandel vanaf de West-Afrikaanse kust. De archipel profiteerde daarvan en er was sprake van een snelle economische groei. De slavenhandel trok ook piraten aan, waaronder de bekende Engelsman Sir Francis Drake (1582 tot 1585). Na een Franse aanval in 1712 op Ribeira Grande nam deze stad langzaam aan in belangrijkheid af. In 1770 werd Praia aangewezen als nieuwe hoofdstad.
De eilandengroep werd in 1747 voor de eerste keer getroffen door een grote droogte. Dat zou in de 18e en 19e eeuw regelmatig voorkomen. Door overbegrazing en ontbossing verdween veel van de vruchtbare landbouwgrond. Meer dan honderdduizend mensen zouden door de honger sterven, terwijl de Portugese overheid nauwelijks maatregelen nam. De terugloop in de slavenhandel en uiteindelijke afschaffing van de slavernij zorgde voor een nieuwe economische tegenvaller voor de bewoners van Kaapverdië.
Vanaf het begin van de 19e eeuw vertrokken veel Kaapverdiërs naar New England. Dit was een belangrijke bestemming omdat veel walvisvaarders uit deze streek de wateren rondom de eilanden bevoeren. Zij wierven hun bemanning voor hun schepen deels onder de bewoners van Brava en Fogo. Aan het einde van de 19e eeuw deden veel oceaanschepen de eilanden aan. Zij voeren over de Atlantische Oceaan en dan was Kaapverdië een ideale locatie om de schepen te bevoorraden met brandstof en levensmiddelen. De haven van Mindelo werd door de Britten vooral voor dit doel ingericht. Ook was het een uitvalsbasis voor onderzeeërs. De lokale bevolking had in economisch opzicht veel baat hierbij. In de Tweede Wereldoorlog stortte de economie helemaal in, omdat weinig schepen de eilanden nog aandeden. Een grote klap was ook de ineenstorting van de Britse kolenindustrie in de jaren tachtig. Dit was een grote klap voor de economie van Kaapverdië, omdat zij daarvan sterk afhankelijk was.
De Kaapverdiërs werden niet goed behandeld door de koloniale overheersers, maar toch nog altijd een stuk beter dan de inwoners van veel andere Portugese kolonies. Dat kwam door hun lichtere huidskleur. Tegen de tijd dat Kaapverdië onafhankelijk werd was 75 procent van de bewoners analfabeet. Ter vergelijking, in Portugees-Guinea, het huidige Guinee-Bissau, was dat 95 procent.

### Roep om onafhankelijkheid
De slechte behandeling van de Kaapverdiërs door het Portugese bestuur zorgde voor een weerslag. Zij zagen de roep om onafhankelijkheid toenemen in de Portugese koloniën op het Afrikaanse vasteland, terwijl het koloniale bestuur weinig deed tegen het lijden en de hongersnood die veroorzaakt werden door de regelmatig voorkomende droogtes.
De Afrikaanse Partij voor de Onafhankelijkheid voor Guinea en Kaapverdië (PAIGC) werd in 1956 door Amílcar Cabral en andere Panafrikanisten opgericht. Veel Kaapverdiërs waren ook betrokken bij de strijd om onafhankelijkheid van Guinee-Bissau. De Portugese dictator António de Oliveira Salazar was echter niet zo gewillig als Frankrijk en Groot-Brittannië om zijn koloniën op te geven. Zij kregen in 1951 de status van overzeese gebieden. De eerste grote actie van de PAIGC in 1959, een staking voor betere salarissen door de dokwerkers in de haven van Bissau, werd met geweld neergeslagen. Vijftig stakers verloren daarbij het leven. Pas na de val van het regime in Portugal in april 1974 verkreeg het land haar onafhankelijkheid.

## Onafhankelijkheid
Op 5 juli 1975 werd Kaapverdië uiteindelijk onafhankelijk van Portugal; de socialist Aristides Pereira werd de eerste president. Direct na een militaire coup in Guinee-Bissau in 1980 verslechterden de relaties tussen beide landen en de hoop dat beide landen op zouden kunnen gaan in één staat verdween. De Afrikaanse Partij voor de Onafhankelijkheid van Kaapverdië (PAICV) werd gevormd. Tot 1990 was er in Kaapverdië sprake van een eenpartijstelsel. Aan dit systeem kwam daarna een eind.